# Théâtre de la Comédie de Saint-Pétersbourg
Le Théâtre de la Comédie de Saint-Pétersbourg Nikolaï Akimov est un théâtre de Saint-Pétersbourg. Ce théâtre académique a acquis une grande renommée et a prospéré sous la direction de Nikolaï Akimov. La date officielle de fondation est le 1er octobre 1929. Il porte son nom actuel depuis 1989.

## Histoire

### 1904-1935
Cette salle de théâtre se trouve au premier étage de la Maison Elisseïev sur la perspective Nevski; elle est construite en 1904. Elle est louée dès le début par différentes troupes théâtrales, dont le Théâtre contemporain.
En 1929, les locaux sont cédés au théâtre de la Satire fondé en 1925, qui n'avait pas été fermé par les autorités. Le 29 octobre 1929, la troupe sous la direction de David Gutman joue la première de Schuler d'après Vassili Chkvarkine.
En 1931, le Théâtre de la Satire fusionne avec le Théâtre de la Comédie fondé en 1925 sur la base du Théâtre « Passage » et sous la direction de Stepan Nadejdine. Le répertoire de la Comédie est alors orienté autour de la personnalité d'Elena Granovskaïa. Le théâtre présente surtout alors des comédies de salon, des vaudevilles et des variétés populaires. Elena Granovskaïa accompagnée d'Alexandre Hardy dirige de facto ce nouveau théâtre qui prend bientôt le nom de Théâtre de la Satire et de la Comédie de Léningrad, et l'on y joue des vaudevilles et de nouvelles comédies soviétiques.

### 1935
Vers 1935, le théâtre perd en popularité et il est décidé d'en confier la direction à Nikolaï Akimov qui bien que connu dans la direction artistique n'avait alors à son actif qu'une seule mise en scène de Hamlet pour le Théâtre Vakhtangov. En un an, Akimov remet de l'ordre dans ce théâtre craignant qu'en cas contraire il ne soit contraint à la fermeture.

### L'ère Akimov

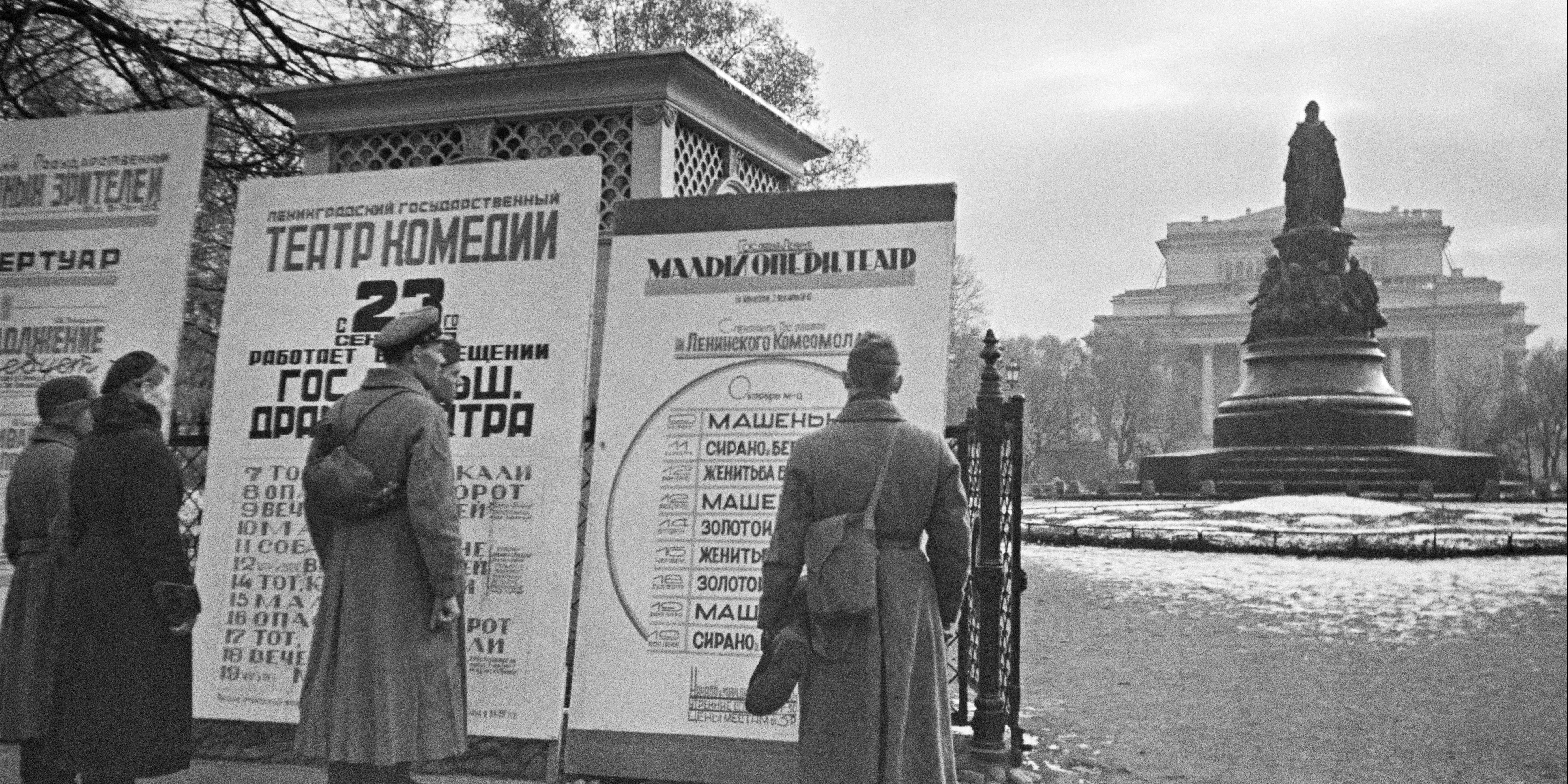
Devant l'affiche du théâtre.
Léningrad, 26 octobre 1941.

Akimov ne craint pas de faire des expérimentations. Il forme une nouvelle troupe et se sépare d'Elena Granovskaïa et de Leonid Outiossov, et fait venir de jeunes acteurs, des membres de l'atelier théâtral «Experiment». Alexandre Beniaminov, Lidia Soukharevskaïa, Irina Zaroubina, Sergueï Filippov, Boris Tenine, Elena Junger (elle s'est mariée avec Akimov en 1934), Tatiana Tchokoï forment une nouvelle pléïade de talents qui fait bientôt la fierté de Léningrad.
C'est à cette époque aussi que des liens sont noués avec le dramaturge Evgueni Schwartz, grâce à ses pièces L'Ombre et Le Dragon, écrites spécialement pour ce théâtre. La collaboration avec le poète et traducteur Mikhaïl Lozinski ouvre le champ à des auteurs classiques étrangers. Des pièces rencontrent un grand succès, comme Le Chien du jardinier et La Veuve valencienne de Lope de Vega, Le Songe d'une nuit d'été de Shakespeare, L'École du scandale de Richard Sheridan.

### Grande Guerre patriotique (1941-1945)
Pendant les premiers mois de la Grande Guerre patriotique, la troupe du théâtre reste active, mais donne ses spectacles dans la salle du Grand Théâtre dramatique, le seul qui comporte alors un abri antibombardements. Trente acteurs sont envoyés au front. Akimov reçoit la permission d'évacuer sa troupe en décembre 1941. Le théâtre part pour Stalinabad (aujourd'hui Douchanbé), et seize premières y sont produites pendant les années de guerre.

### 1949-1956
Akimov est renvoyé en 1949 pour « formalisme en art » et « occidentalisme ». Le choc que subit le théâtre n'est pas immédiatement maîtrisé : la fréquentation du théâtre chute à presque zéro, le théâtre est de nouveau sur le point de fermer.

### Retour d'Akimov en 1956-1968
Le retour tant attendu d'Akimov intervient en 1956 et il est marqué par la production de la pièce d'Evgueni Schwartz, Un miracle ordinaire. De nouveaux acteurs apportent un vent de jeunesse, comme Vera Karpova, Inna Oulianova, Valeri Nikitenko, Boris Oulitine, Lev Milinder, Svetlana Karpinskaïa, Olga Antonova, etc. et font porter loin la réputation du théâtre. En 1967, le théâtre reçoit le qualificatif d'« académique ».
Nikolaï Akimov meurt en 1968 pendant une tournée à Moscou.

### Après Akimov
La troupe est dirigée à partir de 1970 par Vadim Golikov. Ses mises en scènes les plus notables sont: Le Village de Stepantchikovo et ses habitants d'après Dostoïevski, Les Collègues d'Émile Braguinski et Eldar Riazanov, La Charrette de pommes de George Bernard Shaw.
De 1977 à 1981, la direction artistique du théâtre est confiée à Piotr Fomenko qui laissera une grande empreinte dans l'histoire du théâtre en général. De cette époque, l'on se souvient de Cette chère vieille maison d'Alexeï Arbouzov, L'Ancien Nouvel an de Mikhaïl Rochtchine, Tiorkine-Tiorkine d'après le poème Vassili Tiorkine d'Alexandre Tvardovski.
Après le départ en 1981 de Fomenko, son poste est occupé par Iouri Axionov, ayant travaillé pendant près de vingt ans avec Gueorgui Tovstonogov au Grand Théâtre dramatique. De brillants artistes sont intégrés à la troupe, comme Mikhaïl Svetine, Igor Dmitriev, Alexandre Demianenko, Anatoli Ravikovitch et Irina Mazourkevitch. En 1986, le théâtre ajoute à son nom « Nikolaï Akimov ».
En 1991-1995, la direction artistique est confiée au cinéaste Dmitri Astrakhan.

## Aujourd'hui
En 1995, Tatiana Kazakova est nommée directrice du Théâtre de la Comédie; mais il ne reste pas beaucoup de lauriers à cette époque. Les acteurs de la troupe ne conservent plus la tradition et le théâtre doit faire face à de nouveaux défis, alors que le pays a connu la dislocation de l'URSS et la précarisation de la société.
Le Théâtre de la Comédie ferme ses portes à l'été 2008 pour permettre des travaux de restauration de fond qui n'ont pas eu lieu depuis soixante ans ! La scène est agrandie et réaménagée. Le niveau du sol de l'auditorium est surélevé pour améliorer la vue sur la scène et les sièges sont remplacés. Après la réparation, le théâtre est inauguré le 21 mars 2009 avec la pièce légendaire d'Evgueni Schwartz, L'Ombre.

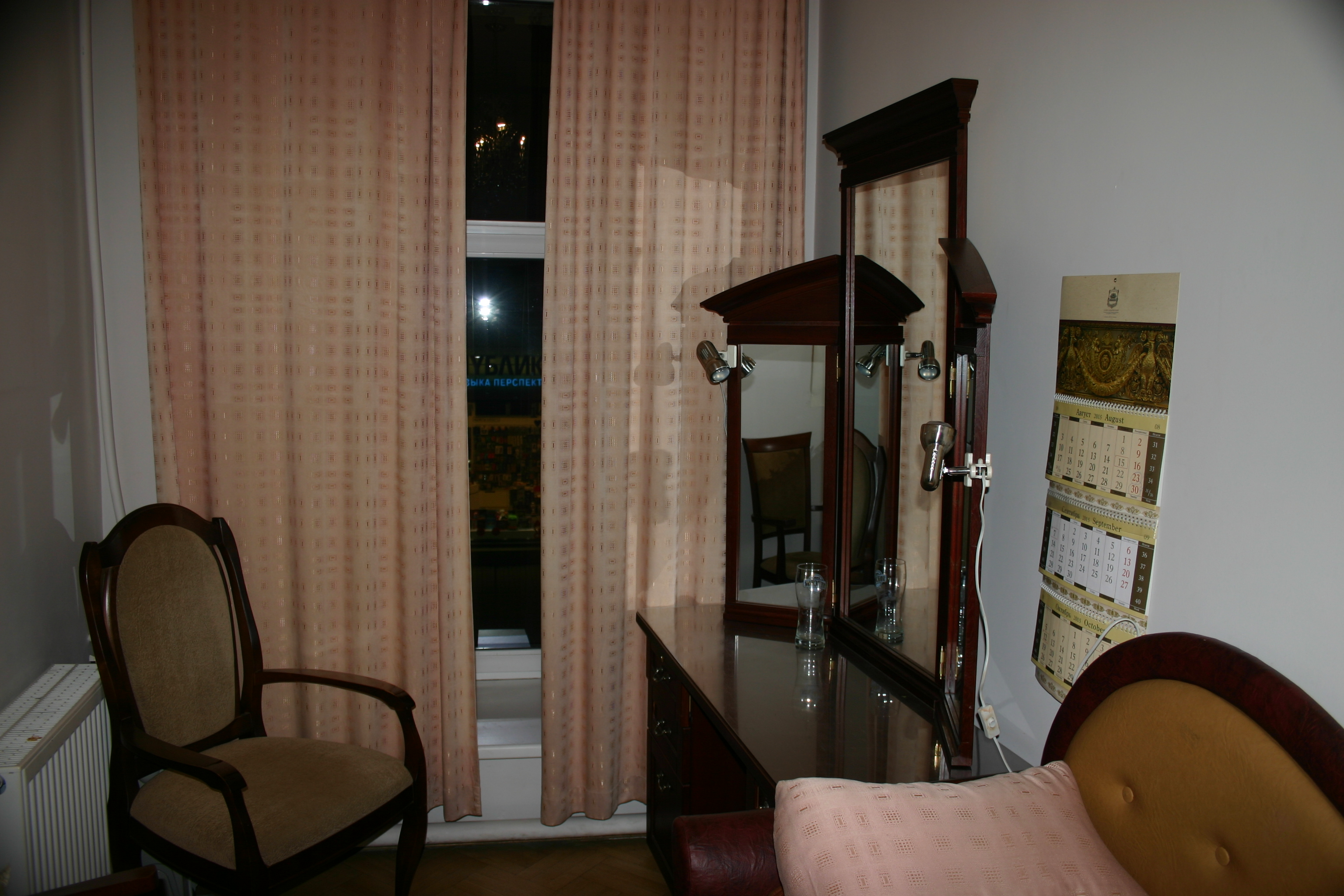
Loge nommée post mortem en l'honneur de Mikhaïl Svetine.
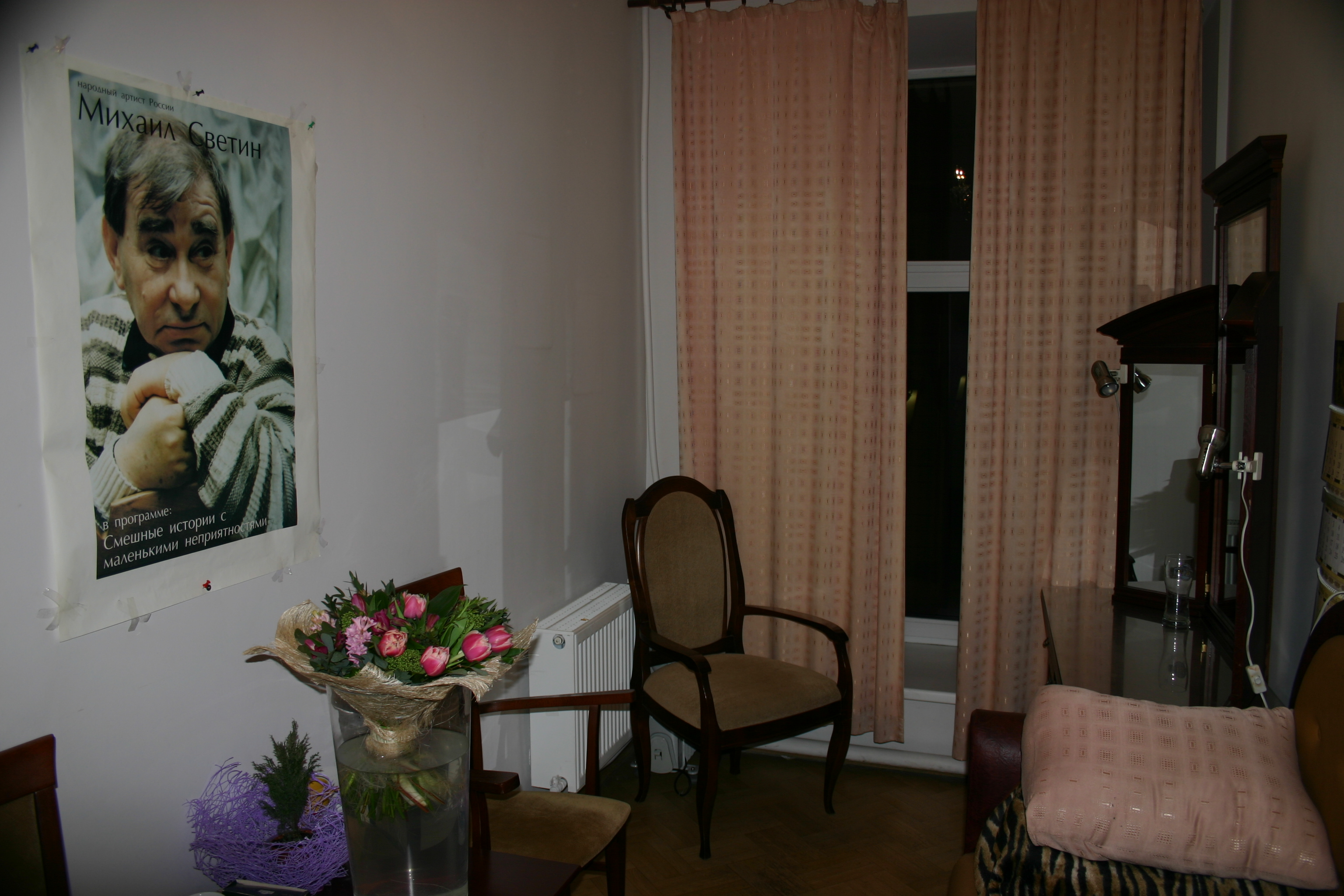
Loge nommée post mortem en l'honneur de Mikhaïl Svetine.